# 久米島分屯基地
座標: 北緯26度22分30秒 東経126度45分55秒 / 北緯26.37500度 東経126.76528度久米島分屯基地（くめじまぶんとんきち、JASDF Kumejima Sub Base）とは、沖縄県島尻郡久米島町字宇江城山田原2064-1に所在し、第54警戒隊が配置されている航空自衛隊那覇基地の分屯基地である。久米島北部の宇江城岳にある固定レーダーサイトであり、標高約290m。南西諸島中部や東シナ海の対空警戒・監視を任務としている。分屯基地司令は、第54警戒隊長が兼務。基地の一部はアメリカ空軍第18航空団が使用。
その他、久米島の東部海域には米軍訓練水域として久米島射爆撃場（ハテノ浜など）がある。

## 所在部隊

### 南西航空方面隊隷下部隊
- （南西航空警戒管制団）
  - 第54警戒隊

## 沿革
- 日本海軍海軍方面根拠地電波探信隊 (久米島守備隊) (隊長鹿山正兵曹長) の通信施設や兵舎、また壕などが構築されていた。
- 沖縄戦で接収され、アメリカ軍の施設 (久米島航空通信施設) として使用されていた。
- 1972年（昭和47年）
  - 5月15日：沖縄返還
  - 10月11日：臨時沖縄航空警戒管制隊久米島分遺隊新編[1]
- 1973年（昭和48年）
  - 5月15日：アメリカ軍第623航空警戒管制中隊第2分遣隊(623rd Aircraft Control & Warning Squadron Det2)よりレーダ機材移管、久米島分遺隊を第54警戒群に改編[1][2]
  - 10月16日：臨時沖縄航空警戒管制隊が南西航空警戒管制隊に改編され、その傘下となる
- 2003年（平成15年）3月27日：第54警戒群を第54警戒隊に改編
- 2008年（平成20年）10月17日：警戒管制レーダーをJ/FPS-4に更新[3]